# Самоа на Летњим олимпијским играма 2008.
Самоа је учествовала на Летњим олимпијским играма 2008. одржаним у Пекингу. Ово је било њено седмо учешће, а представљо је шесторо спортиста, 4 мушкарца и 2 жене, који су се такмичили у 6 дисцилина у 5 спортова.
Заставу Самое на свечаном отварању Летњих олимпијских игара 2008. носила је Еле Опелоге, која се такмичила у дизању тегова.
Најмлађи спотиста у репрезентацији Самое био је боксер Фарани Тавуи са 22 године и 277 дана, а најстарији стреличар Џозеф Мауаса са 46 године и 238 дана.који је био и најстарији такмичар који је представљао Самоу досадашњим олимпијским играма.
Екипа Самое није освојила ниједну медаљу и остала је у групи земаља који до данас нису освајали олимпијске медаље.

## Учесници по спортовима
| Спорт          | Мушкарци | Жене | Укупно |
| -------------- | -------- | ---- | ------ |
| Атлетика       | 1        | 1    | 2      |
| Бокс           | 1        | 0    | 1      |
| Дизање тегова  | 0        | 1    | 1      |
| Кајак          | 1        | 0    | 1      |
| Стреличарствоо | 1        | 0    | 1      |
| Укупно (5)     | 4        | 2    | 6      |

## Резултати

### Атлетика

#### Мушкарци
| Атлетичар, Лични рекорд | Дисциплина | Група    | Група    | Полуфинале       | Полуфинале       | Финале           | Финале  | Детаљи |
| Атлетичар, Лични рекорд | Дисциплина | Резултат | Место    | Резултат         | Место            | Резултат         | Место   | Детаљи |
| ----------------------- | ---------- | -------- | -------- | ---------------- | ---------------- | ---------------- | ------- | ------ |
|Aunese Curreen 1:47,72                 | 800 м      | 11,18 НР | 6 у гр 5 | Није се пласирао | Није се пласирао | Није се пласирао | 33 / 61 |        |

#### Жене
| Атлетичарка Лични рекорд      | Дисциплина   | Група    | Група      | Финале            | Финале | Детаљи |
| Атлетичарка Лични рекорд      | Дисциплина   | Резултат | Место      | Резултат          | Место  | Детаљи |
| ----------------------------- | ------------ | -------- | ---------- | ----------------- | ------ | ------ |
| Петси Серафина Акели 54,78 НР | бацање копље | 49,26    | 23 у гр. Б | Није се пласирала | 49/54  |        |

### Бокс
| Боксер       | Дисциплина | 1 коло     | 2 коло                           | Четвртфинале       | Полуфин.           | Фин.               | Фин.        | Детаљи |
| Боксер       | Дисциплина | Прот. Рез. | Противник Резултат               | Противник Резултат | Противник Резултат | Противник Резултат | Пласман     | Детаљи |
| ------------ | ---------- | ---------- | -------------------------------- | ------------------ | ------------------ | ------------------ | ----------- | ------ |
| Фарани Тавуи | полутешка  | -          | Шиловија · Хрватска · Пор прекид | Није се пласирао   | Није се пласирао   | Није се пласирао   | =17-28 / 28 |        |

## Дизање тегова

#### Жене
| Текмичарка  | Дисциплина | Трзај    | Трзај   | Избачај  | Избачај | Укупно | Пласман | Детаљи |
| Текмичарка  | Дисциплина | Резултат | Пласман | Резултат | Пласман | Укупно | Пласман | Детаљи |
| ----------- | ---------- | -------- | ------- | -------- | ------- | ------ | ------- | ------ |
| Еле Опелоге | +105 кг    | 119      | 4       | 150      | =3      | 269    | 4/11    |        |

## Кајак и кану на мирним водама
Мушкарци
| Кајакаши                | Дисциплина  | Групе    | Групе          | Полуфинале     | Полуфинале     | Финале           | Финале           | Детаљи |
| Кајакаши                | Дисциплина  | Време    | Пласман        | Време          | Пласман        | Време            | Пласман          | Детаљи |
| ----------------------- | ----------- | -------- | -------------- | -------------- | -------------- | ---------------- | ---------------- | ------ |
| Рудолф Беркинг Вилијамс | К-1 500 м   | 1:47.839 | 8 гр 1 КВПФ    | Није стартовао | Није стартовао | Није се пласирао | Није се пласирао |        |
| Рудолф Беркинг Вилијамс | К-1 1.000 м | 4:00.784 | 7 у гр. 3 КВПФ | 4:04.658       | 9 у ПФ—1       | Није се пласирао | Није се пласирао |        |

- ККФ = Квалификовао се за финале
- КВПФ = Квалификовао се за полуфинале

## Стреличарство

### Мушкарци
| Стреличар    | Дисциплина  | Пласман  | Пласман | Коло 64 так.                 | Коло 32 так.       | Коло 16 так        | Четвртфинале       | Полуфинале         | Финале             | Финале | Бел. |
| Стреличар    | Дисциплина  | Резултат | Пласман | Противник Резултат           | Противник Резултат | Противник Резултат | Противник Резултат | Противник Резултат | Противник Резултат | Место  | Бел. |
| ------------ | ----------- | -------- | ------- | ---------------------------- | ------------------ | ------------------ | ------------------ | ------------------ | ------------------ | ------ | ---- |
| Џозеф Мауаса | Појединачно | 563      | 64      | Серано Мексико · Пор. 88—116 | Није се пласирала  | Није се пласирала  | Није се пласирала  | Није се пласирала  | Није се пласирала  | 64/64  |      |